# Opatija Ettal
Samostan Ettal je benediktinska opatija (opatija svetega srca Jezusa in Marije) v vasi Ettal v Zgornji Bavarski in spada v bavarsko benediktinsko kongregacijo.
Opatija stoji približno deset kilometrov severno od Garmisch-Partenkirchna in jugovzhodno od Oberammergaua. Benediktinski samostan, ustanovljen leta 1330, je danes priljubljena turistična atrakcija. Samostan vključuje kmetije, več gostiln, hotel in srednjo šolo z internatom. Poleg tega je opatija umetniški založnik, benediktinci pa vodijo tudi opatijsko destilarno in pivovarno.

## Ustanovitev
Samostan je ustanovil cesar Ludvik IV. 28. aprila 1330, dan sv. Vitalija, v dolini Graswang kot del zaobljube. Z ustanovitvenimi zaobljubami je bila povezana tudi širitev prometne poti na jug in razvoj območja.
Kot možni Ludvikov utemeljitveni motiv se domneva, da naj bi samostanska fundacija služila poleg odrešenja cesarja tudi zagotavljanje trgovske poti od Augsburga do Verone (Via Imperii).
Ludvik je bil v sporu z avignonskim papežem Janezom XXII. zaradi vprašanja vere, dejansko pa političnega primata. Ko je bil Ludvik v Rimu okronan za cesarja Sciarra Colonna (rimski plemič in vodja zveste italijanske stranke), je papež to kronanje razglasil za nično, Ludvik pa je napovedal strmoglavljenje papeža. Zaradi pomanjkanja denarja se je moral Ludvik umakniti iz Rima, kjer je podprl izvolitev papeža Nikolaja V.. Na poti domov iz Pise v Nemčijo, tudi mimo sedanjega samostana, je ustanovil samostan novega in nerazumljivega tipa (lat. monasterium nove consuetudinis et acentus inaudite), poleg moškega in ženskega samostana še viteški samostan z dvanajstimi vitezi.
Najpomembnejši predan predmet v Ettalu je bil kip Marije, ki so ga prinesli iz Pise, tako imenovana Ettalska Madona. Kmalu je Madona postala mesto romarstva, še posebej od baročne gradnje samostana. Samostanska cerkev je posvečena sv. Mariji vnebovzeti.

## Razvoj samostana
Med letoma 1330 in 1370 je bila samostanska cerkev zgrajena po dodekagonalnem tlorisu v gotskem slogu, ki jo je 5. maja 1370 posvetil freisinški knezoškof Paul.  Samostan ni bil zelo pomemben v prvih štirih stoletjih svojega obstoja v primerjavi z velikimi starimi bavarskimi opatijami. V nemirih v času  reformacije so enote volilnega kneza Moritza Saškega maja 1552 povzročile veliko škodo.
V 17. in 18. stoletju je v Ettalu naraščalo romanje. Med vojno za špansko nasledstvo (1701-1714) je volilni knez Max II. Emanuel vzel podobo Marije, Marijin kip, ki je bil 12. aprila 1704 odpeljan v dvorno kapelo in ga tam častil deset dni. Potem je bil v različnih cerkvah v Münchnu, 30. junija pa je prišel v stolnico v Freising. Spomladi leta 1705 se je vrnil v Ettal.
Dejanski razcvet samostana se je začel šele pod opatom Placidusom Seitzom od leta 1709. 1710 je ustanovil viteško akademijo in tako oživil šolsko tradicijo Ettala. Med imperialno administracijo Kurbayerna so se v Ettalu poučevale vojne vede, zlasti balistična in vojaška in gradbena, ne le teoretično, ampak tudi praktično z gradnjo smučarskih skakalnic in strelišča.  V času požara leta 1744 so cerkev in samostan večinoma uničili in obnovili v rokoko slogu po načrtih Enrica Zuccallija Josepha Schmuzerja iz šole Wessobrunn. Funkcije vključujejo stranska oltarja in prižnico, oba delo Johanna Baptista Strauba. Stropne slike so ustvarili Johann Jakob Zeiller, štukature Schmuzer in njegov zet Johann Georg Üblhör.
Zaradi ugodne lokacije in privlačnosti romarjev je Ettal postal eden najpomembnejših benediktinskih samostanov v Alpah.
Leta 1790 je opatija ponovno prejela krvno sodstvo, to pomeni, da je bila celotna jurisdikcija dana opatu in njegovemu samostanu. Ne samo nižje sodišče in sodišče druge stopnje, ampak tudi višje sodišče z možno obsodbo smrtne kazni je bilo preneseno v samostan Ettal.
Z sekularizacijo je bila benediktinska opatija 21. marca 1803 ukinjena z odločnim nasprotovanjem opata Alphonsa Hafnerja. Stavbe in posest so bili preneseni na Kraljevino Bavarsko. Leta 1809 je zgradbo kupil Josef Elbing. Leta 1856 ga je od Elbingsovega vnuka Augusta Baur Edmunda von Breitenfelda kupil grofa Alberta von Pappenheim.
Leta 1898 je zgradbo prevzel baron Theodor von Cramer-Klett in ga podaril opatiji Scheyern. 6. avgusta 1900 so se benediktinski menihi ponovno preselili. Sprva je bil del samostana Scheyern, od leta 1907 je Ettal ponovno samostojna opatija. V tradiciji Viteške akademije, ustanovljene leta 1710, so humanistična in jezikovna gimnazija in internat postali ena najpomembnejših nalog benediktincev v Ettalu. Stavbe, ki so bile v času sekularizacije delno porušene, so bile obnovljene ali obnovljene s finančno podporo barona Cramer-Kletta.
Papež Benedikt XV. je cerkev 24. februarja 1920 z apostolskim pismom Inter potiora povzdignil v rang manjše bazilike. 
V samostanu je tudi pivovarna, destilarna (za proizvodnjo samostanskega likerja in drugih žganih pijač, kot je Rakı), knjigarna, založba umetnosti, hotel, več gostiln in več malih podjetij. Leta 1994 je bil nekdanji samostan tevtonskega reda Wechselburg na Saškem ponovno naseljen iz Ettala. Tam so menihi poleg pastoralne oskrbe uredili tudi večje gostišče. Danes 55 članov spada v konvencijo Ettaler in Wechselburger.
Samostan Ettal je leta 2018 postavil bavarsko državno razstavo, ki je bila posvečena temi Wald, Gebirg und Königstraum – Mythos Bayern (gozdne, gorske in kraljeve sanje - Mythos Bayern) . Dogodek, ki ga je organizirala Hiša bavarske zgodovine, je potekal od 3. maja do 4. novembra 2018. Nacionalna razstava je bila del jubilejnega programa Mythos Bavaria - 100 let svobodne države. 

## Samostanska cerkev

### Zunanjost
Centralna stavba je bila v času nastanka, visoke gotike, strukturno zelo nenavadna. Baročna transformacija po požaru jo je malo spremenila. Prvotna gotska stavba je dodekagon premera 25,3 metra, ki obdaja dvonadstropni križni hodnik.
Za samostanskim dvoriščem se odpira prvo zaključeno 1894 do 1901, konveksna zaobljena fasada cerkve. Sedem osi, na katerih se dviguje Zuccallijeva baročna kupola, so uokvirjene s stebri. Triaksialni boki imajo konkavne krivulje. Okronala sta jih dva različna stolpa, od katerih je bil severni zaključen leta 1853/1854, južni pa le leta 1906/1907. Južno od kupole je zvonik iz leta 1563.
Samostanske zgradbe iz 18. stoletja so bile večinoma odstranjene. Večina zgradb današnjega samostana izvirajo iz 20. stoletja

### Notranjost
Notranjost rotunde izgleda zelo svetla in barvita. Strukturirana je s pomočjo pilastrov. Vse se pretaka v ogromno kupolo na Zeillerjevo fresko iz leta 1746. Pokaže nad morjem oblakov zanos in kronanje sv. Benedikta pred prestolom troedinega Boga. Nad kornim lokom je prikazan prizor, ki naj bi pripeljal do ustanovitve samostana: sv. Benedikt se obrača k  cesarju Ludviku Bavarskem in mu podari Marijino podobo.
Ta beli marmorni kip je v tabernaklju visokega oltarja. Na oltarni sliki Martina Knollerja je upodobljena Marija vnebovzeta, tudi Knollerjeva je slika nad glavnim oltarjem (1786). V ladji je šest oltarjev Janeza Krstnika Strauba razporejenih v dve skupini, srednji oltar je urejen posebej bogato. Slike so naredili Knoller (3), Scheffler, Zeiller in Hermann.
- Notranjost cerkve
- Pogled v kupolo s fresko Johanna Jakoba Zeillerja
- Detajl iz kupole
- Benedikt daje cesarju Ludviku podobo Marije
- Kip Marije v tabernaklu glavnega oltarja
- Slika Marija na nebu, visoka oltarna slika Martina Knollerja

## Izobraževalne ustanove
Viteška akademija Ettal je obstajala od 1711 do 1744.
Mednarodna poletna akademija Ettal, ustanovljena leta 1977 za usposabljanje mladih glasbenikov, je od leta 2017 organizirana v samostanu Ettal.

### Benediktinska gimnazija Ettal
Leta 1905 je bila ustanovljena samostanska šola kot kraljeva bavarska gimnazija.
Od leta 1938 je nacistični režim prepovedal šoli, da oblikuje nove vstopne razrede, zato se je postopoma zmanjševal. 1. septembra 1941 je bila zaprta kot samostanska ustanova in preurejena v nemško šolo. Leta 1945 sta se ponovno odprla benediktinska gimnazija in internat.
Leta 1955 je bil ustanovljen Alt-Ettaler Ring, dobrodelna organizacija, ki podpira sedanje ali nekdanje študente in zaposlene v gimnaziji Ettal v stiski.
Sprva je bil še vedno internat za fante, zdaj pa so vključeni tudi zunanji študenti in dekleta. V letu 2005 je gimnazija imela 335 zunanjih študentov iz okrožja Garmisch-Partenkirchen in 125 v internatu.